# Oratori del Cocó
L'oratori del Cocó és una capella situada dins el terme municipal de Lloseta que fou erigit el 1878 sota l'advocació de la Mare de Déu de Lloseta.

## Història
Abans del segle xvi era una part de la possessió la qual es va dividir en dues; la més gran de Son Pelai i la més petita de Son Ramon. L'any 1845 Mateu Alcover Bennàsser va heretar nou quarterades d'olivar anomenat el Cocó, que fins aleshores formaren part de la possessió de Son Ramon. Més endavant devers l'any 1877 en Mateu Alcover Bennàsser va cedir per acta notarial el trast per a la capella del Cocó. Segons la llegenda, fou construïda per acollir la marededeu del Cocó, trobada per un pastor musulmà i traslladada inicialment a Binissalem, d'on desaparegué per reaparèixer al lloc on fou trobada, de manera que es decidí de fer-li un temple en aquell indret.
L'oratori ha patit dos robatoris. El primer fou l'agost de 1934. Diuen que els lladres entraren pel portal lateral que mira el torrent, forçant la porta i, després de violentar els panys de la sagristia i del caixó de la Mare de Déu. S'endugueren unes 50 pessetes.
L'altre robatori fou a la matinada del dia de Pasqua, 6 d'abril de 1980. Els lladres entraren pel portal principal i, pensant que la imatge del Cocó era l'antiga, la robaren i deixaren mostres d'alguna violència en arrancar-la del seu pedestal.

## Arquitectura
L'oratori és edifici de volta d'aresta, consta d'una sola nau rectangular 9 m de llarg i 4 m ample. Un retaule on hi ha la imatge de la Mare de Déu i a la part de darrere es troba la sagristia.

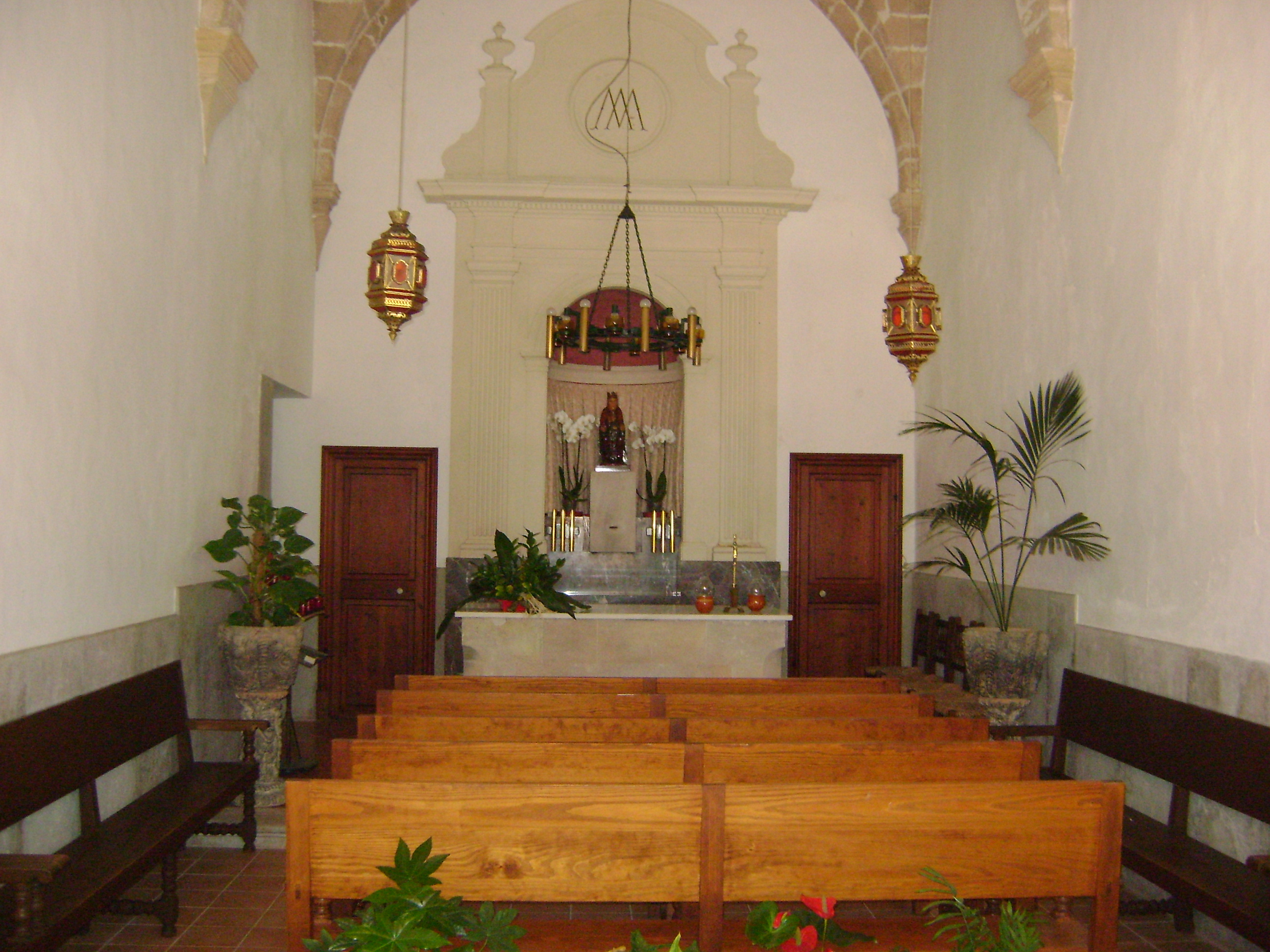
Interior de l'Oratori

L'oratori s'edificà entre el 1877 i el 1878. La construcció va ésser dirigida pel mestre d'obres alaroner Jaume Rosselló, sufragada principalment pel desè comte d'Aiamans, Pasqual Felip Sanglada Ballester de Togores, impulsada pel vicari de Lloseta Miquel Arbona Maiol.
L'any 1978 es va dur a terme reformes a l'oratori del cocó. Començaren per la Mare Déu que fou retirada l'any 1974 i actualment es conserva a la sagristia de l'església parroquial. A l'oratori es troba una còpia feta per l'escultor Salvà.
L'any 1975 feu pintar el retaule i se li donà el color de mares es renova tota la teulada, a la capella, es feren els baixos de pedra l'enrajolat 

## Romeria
De l'any 1878 ençà, cada dimecres després de Pasqua se celebra la romeria o pancaritat del Cocó. La celebració tal com es coneix avui en dia té uns cinquanta anys. Es comença al matí amb un ofici solemne a oratori del Cocó presidits per les autoritats del poble i per diversos sacerdots i tots els Llosetins i Llosetines que van a ofici. Quan acaba ofici normalment la gent va a adorar a la Mare de Déu. A hora baixa hi ha una demostració de ball de bot i just en acabar hi ha una ballada popular.